# Feta
El feta (grec: φέτα) és un formatge tradicional de Grècia, fet a base de llet d'ovella i de vegades de cabra (sempre menys del 30%), de pasta tova crua i madurat en salmorra durant un període de tres mesos com a mínim. Té una textura lleugerament granulada i un gust salat, una mica agre. L'any 2002, la Unió Europea li va atorgar la Denominació d'Origen Protegida. Els grecs juren i perjuren que el ciclop Polifem de l'Odissea en va ser el primer elaborador i que Odisseu el va copiar.
Encara que el feta tradicional està fet només amb llet d'ovella i de cabra, és bastant comú que al que es ven com a «feta» s'hi afegisca llet de vaca, o fins i tot que n'estiga compost exclusivament. A les zones de l'est de la Mediterrània i del mar Negre es troben formatges blancs similars al feta, com are el beyaz peynir als Balcans i Turquia.
El feta, produït en forma de blocs, és utilitzat com a formatge de taula, a l'amanida grega, a les famoses empanades spanakópita i tirópita (d'espinacs i de formatge, respectivament), al dakos, i es combina sovint amb oli d'oliva i verdures.

## Orígens
El nom feta va aparèixer el segle xvii i fa referència a la manera de tallar el formatge en forma de tubs per a conservar-lo en barrils. Ve de la paraula italiana fetta (rodanxa), que fa al·lusió a la manera de tallar el formatge per servir-lo. La primera referència coneguda a aquest formatge data de l'Imperi Romà d'Orient i és la paraula pròsfatos (πρόσφατος, en grec), que designava un formatge de l'illa de Creta. Un visitant italià a Càndia, l'any 1494, va descriure clarament com es conservava el feta en salmorra. Tradicionalment, feien el feta els camperols del sud de la península del Balcans a base de llet d'ovella, però en temps més contemporanis es va generalitzar el fet d'afegir-hi llet de cabra.

## Denominació d'origen
El terme feta va rebre la Denominació d'Origen Protegida per la Unió Europea el 14 d'octubre de 2002. Però aquesta decisió perjudicava a França, Dinamarca, i Alemanya, que produïen un formatge de llet de vaca blanquejat artificialment sota aquest nom. Dinamarca i Alemanya van recórrer, però el 25 d'octubre de 2005 la Comissió Europea va ratificar la seua decisió. D'aleshores ençà, a la UE només es pot dir feta el formatge «elaborat a Grècia continental i el departament de Lesbos […] amb llet d'ovelles i cabres locals, criades de manera tradicional i l'alimentació de les quals es basarà imperativament en la flora present en les seues àrees de pastura» La Comissió Europea va establir un termini de cinc anys, de 2002 a 2007, perquè les altres nacions canviaren el nom als seus formatges o n'aturaren la producció. Des d'eixe moment, per fer referència als formatges similars al feta, es fan servir noms com ara «formatge salat» o «formatge a l'estil grec».

## Producció i consum

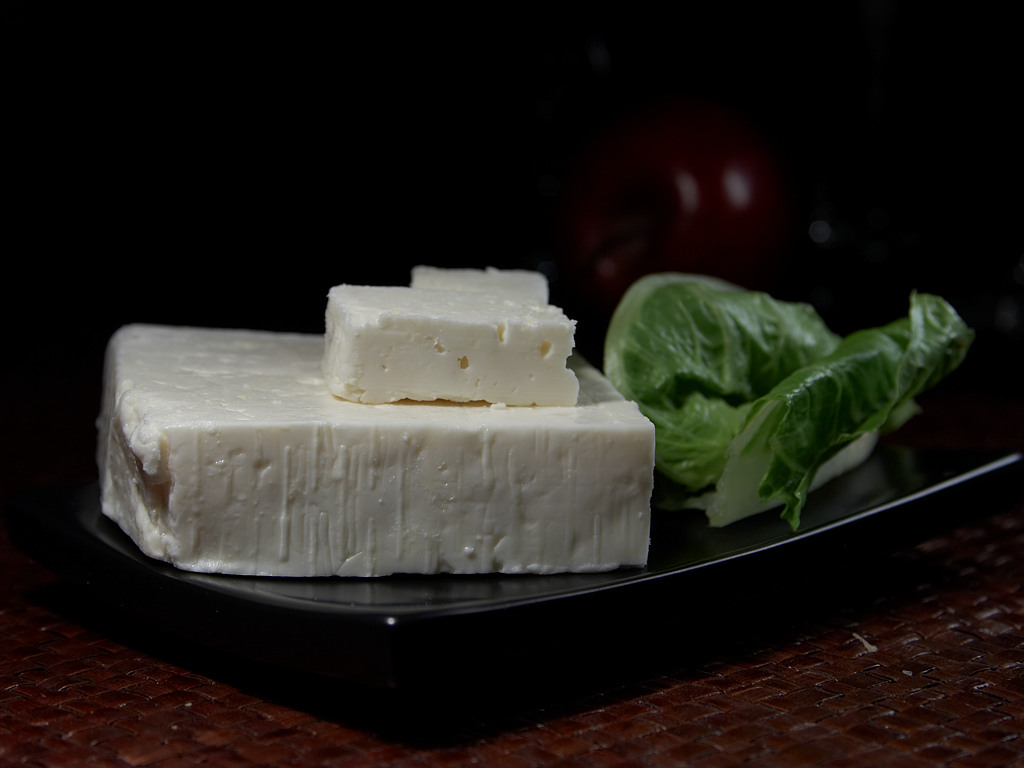
Feta

El consum de feta a Europa es concentra de manera gairebé exclusiva a Grècia. Els grecs, que representen el 85,64% dels consumidors comunitaris, en consumeixen 10,5 kg per persona i any, mentre que la resta d'europeus en consumeixen només 0,1 kg per persona i any (dades de 2002). A França i Dinamarca, la producció de feta va començar els anys 1930, i a Alemanya el 1972. Abans de 2002, aquestos tres països produïen el 10% del feta dins de la UE.
Com que la denominació del formatge feta només està protegida a la Unió Europea, hi ha països que no hi pertanyen que en produeixen, com Austràlia, Canadà o Estats Units. El feta estatunidenc es produeix majoritàriament a Wisconsin a base de llet de vaca. La producció anual de feta als Estats Units és de 45.000 tones i al Canadà, de 4.000 tones.
La denominació d'origen protegida a nivell mundial comença a ser percebuda com una possibilitat gràcies al projecte d'extensió de l'article 22 dels acords TRIPS (Trade Related Aspects of Intellectual Property) per part de l'Organització Mundial del Comerç.